# Мурадилаев, Азиз Усенович
Азиз Усенович Мурадилаев (12 июня 1978, Киргизская ССР, Бишкек — 17 декабря 2022, Кыргызстан) — киргизский актёр театра и кино. Многократный лауреат ряда премий и отличник культуры. Заслуженный артист Кыргызской Республики. Лауреат государственной молодёжной премии имени. Ч. Айтматова.

## Биография
Родился 12 июня 1978 года в городе Фрунзе (ныне — Бишкек).
После окончания школы, Азиз был принят в театральное училище при Киргизском национальном драматическом театре. В 2001 году окончил Высшее театральное училище имени М. С. Щепкина в Москве.
Являлся актёром Кыргызского государственного театра драмы имени Т. Абдумомунова, а также играл в Русском драматическом театре имени Ч. Айтматова.
Успел сняться в нескольких фильмах и сериалах. Одной из самых запоминающихся его ролей в кино стала роль Алымбека Датки в картине «Курманджан датка» 2014 года.

### Болезнь и смерть
Актёр много лет боролся с циррозом печени. Осенью 2022 года его состояние здоровья ухудшилось и он попал в реанимацию. Мурадилаеву собирали деньги на операцию по трансплантации печени, большую часть из 45 тысяч долларов выделил президент Садыр Жапаров. Операцию планировали провести за рубежом.
17 декабря 2022 года ушёл из жизни в возрасте 44 лет в Кыргызстане. Похоронен на Ала-Арчинском кладбище.

## Фильмография
- 2005 — Любовь как испытание (Адыл — главная роль), (Кыргызстан)
- 2014 — Курманжан Датка. Королева гор | Queen of the Mountains | Kurmanjan datka (роль: Алымбек Датка), (Кыргызстан)

## Звания и награды
- Многократный лауреат ряда премий.
- Отличник культуры.
- Заслуженный артист Киргизской Республики (КР).